# Жан Бернар Діатта
Жан Бернар Діатта (фр. Jean Bernard Diatta; нар. 10 жовтня 1988,) — сенегальський борець вільного стилю, триразовий чемпіон, дворазовий срібний та бронзовий призер чемпіонатів Африки, бронзовий призер Африканських ігор, дворазовий бронзовий призер Франкомовних ігор.

## Життєпис
Боротьбою почав займатися з 2012 року. 
Тренер — Микола Мінчев.

## Спортивні результати на міжнародних змаганнях

### Виступи на Чемпіонатах світу
| Змагання                        | Збірна  | Вагова категорія          | Місце |
| ------------------------------- | ------- | ------------------------- | ----- |
| Чемпіонат світу з боротьби 2013 | Сенегал | вільна боротьба, до 60 кг | 32    |
| Чемпіонат світу з боротьби 2014 | Сенегал | вільна боротьба, до 61 кг | 24    |

### Виступи на Чемпіонатах Африки
| Змагання                         | Збірна  | Вагова категорія          | Місце  |
| -------------------------------- | ------- | ------------------------- | ------ |
| Чемпіонат Африки з боротьби 2012 | Сенегал | вільна боротьба, до 60 кг | Срібло |
| Чемпіонат Африки з боротьби 2013 | Сенегал | вільна боротьба, до 60 кг | Золото |
| Чемпіонат Африки з боротьби 2014 | Сенегал | вільна боротьба, до 61 кг | Золото |
| Чемпіонат Африки з боротьби 2015 | Сенегал | вільна боротьба, до 65 кг | Золото |
| Чемпіонат Африки з боротьби 2016 | Сенегал | вільна боротьба, до 65 кг | 7      |
| Чемпіонат Африки з боротьби 2017 | Сенегал | вільна боротьба, до 65 кг | Срібло |
| Чемпіонат Африки з боротьби 2018 | Сенегал | вільна боротьба, до 70 кг | Бронза |
| Чемпіонат Африки з боротьби 2019 | Сенегал | вільна боротьба, до 70 кг | 5      |
| Чемпіонат Африки з боротьби 2020 | Сенегал | вільна боротьба, до 74 кг | 8      |

### Виступи на Африканських іграх
| Змагання              | Збірна  | Вагова категорія          | Місце  |
| --------------------- | ------- | ------------------------- | ------ |
| Африканські ігри 2019 | Сенегал | вільна боротьба, до 74 кг | Бронза |

### Виступи на Франкомовних іграх
| Змагання              | Збірна  | Вагова категорія          | Місце  |
| --------------------- | ------- | ------------------------- | ------ |
| Франкомовні ігри 2017 | Сенегал | вільна боротьба, до 70 кг | Бронза |
| Франкомовні ігри 2013 | Сенегал | вільна боротьба, до 60 кг | Бронза |

### Виступи на інших змаганнях
| Змагання                                                         | Збірна  | Вагова категорія          | Місце  |
| ---------------------------------------------------------------- | ------- | ------------------------- | ------ |
| Олімпійський кваліфікаційний турнір з боротьби 2012 (Марракеш)   | Сенегал | вільна боротьба, до 60 кг | Бронза |
| Турнір Олександра Медведя 2016                                   | Сенегал | вільна боротьба, до 65 кг | 29     |
| Олімпійський кваліфікаційний турнір з боротьби 2016 (Алжир)      | Сенегал | вільна боротьба, до 65 кг | 10     |
| Олімпійський кваліфікаційний турнір з боротьби 2016 (Улан-Батор) | Сенегал | вільна боротьба, до 65 кг | 17     |